# Heterobranquis
Els heterobranquis (Heterobranchia) són un dels clades principals de gastròpodes, amb categoria de subclasse. La seva taxonomia està encara en estudi i lluny d'estar resolta. A nivell pràctic, els heterobranquis es subdivideixen en tres grups informals: els heterobranquis inferiors, els opistobranquis i els pulmonats.

## Heterobranquis inferiors
Els heterobranquis inferiors inclou espècies marines i d'aigua dolça sense conquilla.

## Opistobranquis
Els opistobranquis són gairebé tots espècies marines, algunes amb conquilla i d'altres sense. Els òrgans interns dels opistobranquis han sofert una detorsió (desenrotllament de les vísceres que es van torçar durant la torsió).

## Pulmonats
Els pulmonats inclou la majoria de cargols i llimacs terrestres, molts cargols d'aigua dolça i un petit nombre d'espècies marines. La cavitat del mantell dels pulmonats s'ha modificat en un òrgan que respira aire. També es caracteritzen per la detorsió i un sistema nerviós disposat simètricament. Els pulmonats gairebé sempre no tenen un  opercle i són hermafrodites.